# Agrotis charmocrita
Agrotis charmocrita là một loài bướm đêm thuộc họ Noctuidae. Nó là loài đặc hữu của Kauai và Molokai.